# Mary Reilly
Mary Reilly è un film del 1996 diretto da Stephen Frears, tratto da un romanzo di Valerie Martin (La governante del dottor Jekyll) a sua volta ispirato a Lo strano caso del dottor Jekyll e del signor Hyde di Robert Louis Stevenson del 1886. È la storia del Dr. Jekyll e di Mr. Hyde raccontata attraverso gli occhi della domestica.

## Trama
Londra, seconda metà dell'800. Mary Reilly lavora come cameriera per l'enigmatico e solitario Dr. Henry Jekyll; la ragazza è segretamente innamorata del suo datore di lavoro il quale, a sua volta, ha un debole per lei. Pur nel rispetto delle differenze sociali, tra i due si instaura un rapporto di profonda stima e fiducia reciproca al punto tale che Mary confida al dottore gli abusi subiti durante l'infanzia dal padre violento e alcolizzato. Completamente assorbito dai suoi esperimenti, Jekyll assume un assistente: Edward Hyde.
L'uomo appare da subito misterioso: nonostante lavori a stretto contatto col dottore e  abbia libero accesso alla casa, nessuno della servitù riesce mai a incontrarlo.
Hyde alloggia presso il bordello della signora Farraday, dove Mary viene spesso inviata per recapitare lettere e denaro a nome di Jekyll; una notte, la ragazza vi si reca con urgenza per consegnare un grosso assegno di risarcimento: la maitresse, furiosa, le mostra una stanza dove sembra essersi consumato un massacro e lascia intendere che l'assistente del dottore ne sia l'artefice.
Quella sera stessa Mary incontra Hyde per la prima volta: l'uomo è un villano spregiudicato, privo di freni inibitori e la giovane resta sconvolta, soprattutto quando scopre che egli è al corrente della sua triste infanzia. La ragazza chiede spiegazioni a Jekyll ma questi sostiene che Hyde ha letto di nascosto alcuni suoi appunti sulla vicenda, le chiede di perdonare la villania del suo assistente e di diventare sua amica. Da questo momento in poi, Mary viene incaricata di accompagnare Hyde in alcune commissioni e, nonostante il comportamento incontrollato e sconveniente dell'uomo, si rende conto, poco a poco, di provare sentimenti ambigui: un misto di inquietudine e attrazione.
Spinta dall'avidità, la signora Farraday si presenta a casa del dottore per ricattarlo e ottenere altro denaro. È Mary stessa ad accompagnarla nella sala anatomica dove Jekyll dovrebbe riceverla. Lasciata sola, la maitresse viene invece accolta da Hyde che la uccide decapitandola.
Mary riceve improvvisamente la notizia della morte della madre e si assenta per organizzarne il funerale. Durante il servizio funebre, la ragazza rivede il padre che, ormai malato e in fin di vita, vorrebbe ristabilire un rapporto ma Mary, profondamente segnata dal passato, se ne va rifiutando ogni tentativo di riconciliazione.
Sulla via del ritorno, a pochi metri da casa, Mary viene sorpresa da Hyde in fuga dalla polizia. Quando la ragazza chiede cosa sia successo, l'uomo risponde soltanto che con ogni probabilità non si rivedranno mai più e la bacia appassionatamente per poi scomparire nella sala anatomica.
Giunta a casa, Mary viene interrogata da Scotland Yard che sta cercando Edward Hyde, l'assassino di Sir Carew, membro del Parlamento nonché amico d'infanzia di Jekyll. La ragazza, mentendo, nega di aver visto l'assistente del dottore.
Il giorno dopo Jekyll, visibilmente nervoso, convoca Mary rimproverandole di aver mentito alla polizia e di essersi così resa complice di un omicidio; le confessa poi che Hyde ha commesso molti altri delitti che lui stesso ha poi coperto. Quando Mary chiede al dottore il motivo di tanta protezione nei confronti di un assassino, Jekyll spiega misteriosamente che Hyde ha saputo liberarlo. Improvvisamente però il dottore si sente male e fugge nella sala anatomica senza dare ulteriori spiegazioni.
Una mattina Mary, portando la colazione in camera del dottore, trova Hyde anziché lui. La ragazza tenta di dare l'allarme ma l'uomo la ferma e le svela finalmente la verità: lui e Jekyll sono la stessa persona. Hyde è l'alter ego istintivo e malvagio del dottore, nato accidentalmente da un esperimento durante il quale Jekyll stava cercando una cura per una malattia che lo affliggeva da tempo. Affascinato dalla efferata libertà, spregiudicatezza e assenza di scrupoli morali del suo alter ego, Jekyll ha continuato ad assumerne le sembianze per parecchio tempo sentendosi così liberato da ogni regola, rimorso morale e dagli obblighi imposti dalla sua condizione sociale. Questo però ha reso più forte Hyde che negli ultimi tempi riesce a prendere il controllo manifestandosi senza l'iniezione del preparato. Oltretutto, a causa di una qualche impurità presente negli ingredienti, nessun farmacista riesce a riprodurre l'antidoto che riporta Jekyll alle sue sembianze. 
Quella notte stessa, Mary decide di andarsene ma prima si reca in laboratorio per prendere commiato dal dottore. La sala anatomica sembra deserta ma improvvisamente Hyde si avventa sulla ragazza e pare intenzionato a ucciderla senza tuttavia riuscirci a causa dei sentimenti che nutre per lei, così si allontana e assume l'ultima dose di antidoto. Sotto lo sguardo esterrefatto di Mary, Jekyll riprende le sue sembianze ma accusa immediatamente dei forti dolori: Hyde ha aggiunto del veleno al preparato. Sentendosi finalmente liberato, Jekyll muore tra le braccia di Mary.

## Riconoscimenti
- 1996 - Razzie Awards
  - Nomination Peggior regia a Stephen Frears
  - Nomination Peggior attrice protagonista a Julia Roberts
- 1997 - Saturn Award
  - Nomination Miglior trucco a Jenny Shircore e Peter Owen
- 1996 - Festival internazionale del cinema di Berlino
  - Nomination Orso d'oro a Stephen Frears